# یوشینویا
یوشینویا (انگلیسی: Yoshinoya) شرکت صنایع غذایی ژاپنی است، که در سال ۱۸۹۹ تأسیس شد.